# تاريخ الحلة
مدينة الحلة أو بابل الاسم التاريخي هي مدينة عراقية تاريخية يعود تاريخ تأسيسها إلى أكثر من 7000 سنة قبل الميلاد من قبل حمورابي وقد كانت عاصمة لبلاد ما بين النهرين، وأيضا عاصمة للإمبراطورية البابلية الثانية التي أسسها نبوخذ نصر الملك البابلي المعروف.

## الحلة في زمن بلاد مابين النهرين
بعد سقوط الإمبراطورية السومرية في بلاد ما بين النهرين ظهرت مدينة بابل التاريخية (الحلة حاليا) كعاصمة جديدة وقاعدة مركزية للحكم حيث أسس الملك البابلي حمورابي مدينة بابل وقام بسن أول القوانين التي تنظم أمور الدولة والزراعة والبناء وكذلك تنظيم أمور الجيش، وقام الملك الكلداني نبوخذ نصر ببناء الجنائن المعلقة والتي تعد واحد من عجائب الدنيا السبع والقصر البابلي الشهير أو برج بابل الذي كان يعد أعلى برج في العالم في ذلك الوقت، وأيضا تحتوي مدينة بابل على ثماني أبواب أشهرها بوابة عشتار التي يوجد بالقرب منها معبد مردوخ التاريخي، وقد سمية بأسماء عديدة منها بابلونيا والتي تعني بلاد ما بين النهرين.

## تأسيس الحلة

### مدينة الجامعين
يذهب بعض الباحثين وأعتمادا على شواهد عيان على ان الأرض التي تأسست عليها مدينة الحلة لم يكن خاليا من العمران العسكر والمدني لأغراض السكن، وموضع الأرض المذكورة تسمى ب (مدينة الجامعين)، وصفها شاهد عيان، توفي قبل أن يؤسس صدقة الحلة السيفية، بما يقرب القرن ونصف، وصفها بأنها منبر صغير حولها رستاق عامر خصب جدا، وقد أكد ما جاء في النص الانف الذكر من معلومات عن أبن حوقل المتوفي في القرن الرابع الهجري عام 990م، بل زاد عليها فذكر ان مساحة مدينة الجامعين تمتد على ضفتي نهر الحلة شمالا وشرقا وغربا وجنوبا حتى تشمل ناحية النيل التي سكنها قبائل بن مزيد.

### الحلة السيفية
ذهب معظم الباحثين والدارسين القدامى من المحدثين إلى أن سيف الدولة صدقة بن منصور قد أختط مدينة الحلة على الضفة الغربية لنهر الحلة عام 1101م، وانتقل من مدينة النيل التي كان هو وأباؤه من أمراء بني مزيد قد أتخذوها حاضرة لهم عام 1014 وسكنوها بالبيوت العربية قبل أنتقالهم إلى موضع الحلة فيحين تناقلت النصوص التاريخة التي وقعت في يد الباحثين يذكر أن الموقع الذي أسس فيه سيف الدولة حلته، كانت موقع لمدينة الجامعين.

## الحكم العباسي والغزو المغولي
أثناء الحكم العباسي على العراق بقيت الحياة السياسية والاجتماعية مضطربة في الحلة وقرها تبعا للولاة العباسيين الذين تعاقبو على الحكم، وبعد الغزو المغولي للعراق وسقوط بغداد بيد المغول التتار وتدميرها وأنتها الخلافة العباسية، أستطاعت مدينة الحلة ان تنجوا من الغزو والتدمير بحكمة علمائها الذين استطاعو ان ينقذو المدينة فقد ارسل والد العلامة الحلي الشيخ يوسف بن علي بن مطهر الحلي رسالة إلى هولاكو يخبره بأنهم تحت حكمه، وبذلك استطاعو أن ينقذو المدينة والحفاظ على ثقافتها وترثها الإسلامي، وقد أتخذتها الدولة الجلائرية عاصمة لهم بعد بغداد.

## الحكم العثماني والصفوي
تعاقب الأحتلال الصفوي العثماني على العراق فقد كانت الحلة هي جزء من مركز الصراع بين الدولة الصفوية والدولة العثمانية إلى أن أستقر الوضع بعد أنتها الحكم الصفوي وأحتلال بغداد والحلة من قبل الدولة العثمانية حيث جعلت الحلة قائممقامية تابعة إلى لواء الديونية ومن ثمة متصرفية حتى عام 1917 حين دخلت القوات البريطانية الحلة بعد سيطرتها على الكوت.

## الأحتلال الأنكليزي للحلة وثورة العشرين
في 1917 دخلت القوات البريطانية الحلة وذلك بعد معارك خاضتها للسيطرة على مدينة الكوت وبعد حصار الكوت استسلمت القوات البريطانية لكن بعد الحملة الثانية على مدينة الكوت استطاعت أخيرا أن تطرد العثمانيين منها مما سهلة عليها الدخول إلى مدينة الحلة والتي كانت مركزا مهما للسيطرة على بغداد، وتميزت الحلة بالرفض الشعبي للاحتلال والاستعمار الأجنبي مما أدى إلى اندلاع ثورة العشرين وكان لمدينة الحلة الدور الأكبر في تلك الثورة.